# Medalla Militar (Luxemburg)
La Medalla Militar (en francès:  Médaille militaire ; en alemany: Militärmedaille) és la més alta condecoració militar de Luxemburg. Fundada el 30 d'octubre 1945, per Carlota I de Luxemburg, per suggeriment de l'aleshores príncep Joan, pot ser atorgada per èxits excel·lents i obres extraordinàries a tot el personal militar, sense consideració de rang.

## Descripció
La medalla és un disc circular de bronze. L'anvers representa el perfil de la Gran Duquessa Carlota mirant a l'esquerra. Prop del caire es troba la inscripció de: «Charlotte-Grande-Duchesse de Luxembourg». El revers mostra l'escut de Luxemburg versió simplificada. A l'esquerra de l'escut el «19» i a la seva dreta el «40».

## Receptors
- General de l'Exèrcit (Estats Units) Dwight David Eisenhower, 3 d'agost de 1945.[3]
- Princep regent Carles de Bèlgica, 1 de desembre de 1945.[3]
- Primer ministre del Regne Unit Winston Churchill, 14 de juliol de 1946.[3]
- Mariscal de Camp (Regne Unit) Bernard Montgomery, 17 de novembre de 1948.[3]
- General Charles de Gaulle, 1 d'octubre de 1963.[3]
- General de Divisió Patrick F. Cassidy, 8 de juliol de 1967.[3]
- Tomba del Soldat desconegut al Cementiri nacional d'Arlington dels Estats Units per la Segona Guerra Mundial, 22 d'octubre de 1984.[3]
- Joan I de Luxemburg, 17 de desembre de 2002.[3]